# Fakhr al-Dīn al-Rāzī
Fakhr al-Dīn al-Rāzī (in arabo فخر الدين الرازي‎?, in persiano فخر الدين رازی‎; Rey, 1150 – Herat, 1210) è stato un filosofo e teologo persiano.
È conosciuto anche con l'appellativo di "Figlio del Predicatore" (in arabo Ibn al-Khatìb) in quanto suo padre, l'imam Ḍiyāʾ al-Dīn al-Makkī, fu un eminente oratore e giurista esperto dei principi fondamentali della giurisprudenza e della religione (Usul al-fiqh). Fakhr al-Dīn si distinse come uno dei più brillanti scienziati dell'Asia centrale al suo tempo, guadagnandosi il titolo di "signore dei sapienti" (Sayyid al-hukamà).

## Biografia
Fakhr al-Dīn al-Rāzī studiò medicina, giurisprudenza, filosofia e religione. Oltre a sua padre, tra i suoi maestri figuravano Kamāl al-Dīn al-Simnānī, il filosofo Majd al-Dīn al-Jīlī, che gli aveva insegnato la dottrina ortodosso-shafitica, e il qadi Ali Abu Muhi al-Din. Presto Fakhr al-Dīn acquisì una tale fama da attrarre molteplici discepoli, tra cui anche principi e sultani.
Inizialmente divenne predicatore come suo padre nella nativa Rey, ma a seguito di alcuni suoi studi alchimistici rivelatisi fallimentari si recò nella Transoxiana, dove il sultano di Ghazni Ghiyath al-Din Ghuri gli concesse di permanere nel Khorasan e di insegnare al Palazzo reale di Herat. Fakhr al-Dīn dovette tuttavia rinunziare presto all'incarico per via dell'inimicizia che si era creata con la corrente eterodossa dei karramiti, in particolare con il qadi Abd al-Magd, perciò tornò nella nativa Rey, dove godette della protezione del sultano di Corasmia Ala al-Din Tekish.
Viaggiò a Bamiyan e nuovamente a Herat, raccogliendo attorno a sé eminenti discepoli come Ibn Arabi, Zayn al-Dīn al-Kaššī, Qutb al-Din al Misri e Shihāb al-Dīn al-Nisaburi.

## Il pensiero
Fakhr al-Dīn al-Rāzī fu un eminente asharita che cercò di armonizzare la teologia islamica (kalām) con la filosofia, in particolare quella di Avicenna. Le sue opere spaziano dalla letteratura araba alla storia e alla medicina, tuttavia sono particolarmente ricordati i suoi commenti al Corano e le sue dissertazioni teologiche, anche quelle relative ad altre religioni diverse dall'Islam, come ad esempio Iʿtiqādāt firaq al-Muslimīn wa-l-mushrikīn ("I credi delle sette musulmane e non musulmane"), Muḥaṣṣal, Al-maṭālib al-ʿāliya e Kitāb al-arbaʿīn.
In Al-tafsīr al-kabīr (o Mafātīḥ al-ghayb) egli mette in discussione Gesù e l'eventualità di nascere senza un padre e rifiuta il credo della trinità cercando di dimostrare come sia solo un profeta, e non figlio di Dio.
In campo filosofico, al-Razi sviluppò una propria versione della cosmologia, basata sulla teoria dell'emanatismo di Avicenna e su una serie di idee sufi. Riteneva che Dio controllasse l'universo attraverso la sua sfera ultima, definita il Trono, fonte di altre anime cosmiche. Secondo al-Razi, il cosmo materiale è costituito dalle sfere superiore e inferiore, formate a koro volta dalle sfere di terra, acqua, aria e fuoco annidate l'una nell'altra.
Le sue opere riscontrarono un'ottima accoglienza da parte dei mutakallim, dei peripatetici e dei tradizionalisti dei secoli XIII-XIV. D'altro canto, venne duramente criticato da Ibn Taymiyya e da Abu Hayyan al-Gharnati per le sue opinioni eterodosse.

## Opere
- Tafsir al-Kabir

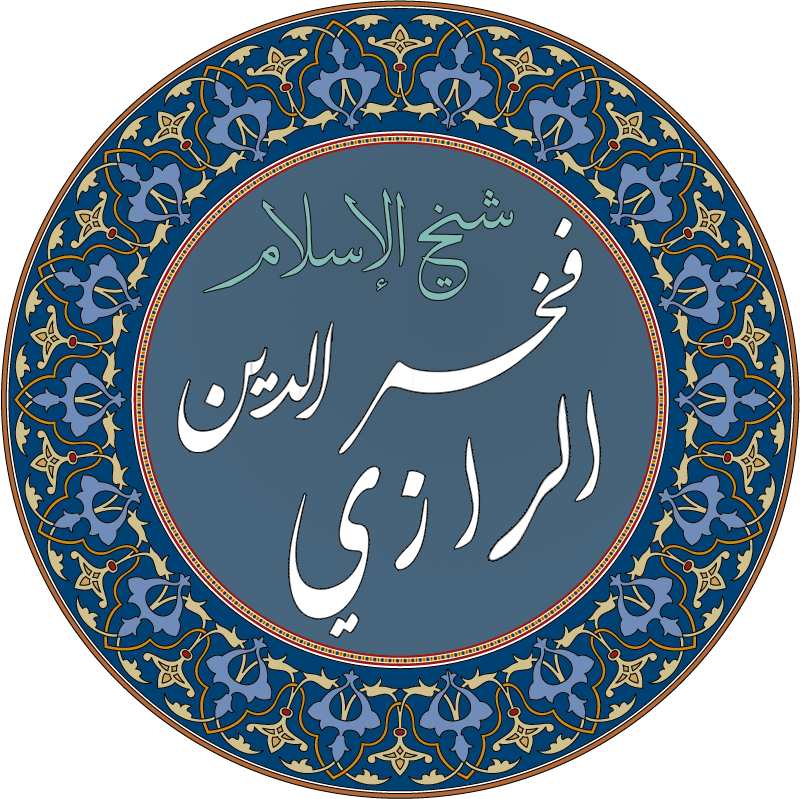
Iscrizione del nome di Fakhr al-Dīn al-Rāzī

- Asraar at-Tanzeel wa Anwaar at-Ta'weel
- Asas al-Taqdis
- ‘Aja’ib al-Qur’an
- Al-Bayan wa al-Burhan fi al-Radd ‘ala Ahl al-Zaygh wa al-Tughyan
- Al-Mahsul fi ‘Ilm al-Usul
- Al-Muwakif fi ‘Ilm al-Kalam
- ‘Ilm al-Akhlaq
- Kitab al-Firasa
- Kitab al-Mantiq al-Kabir
- Kitab al-nafs wa’l-ruh wa sharh quwa-huma
- Mabahith al-mashriqiyya fi ‘ilm al-ilahiyyat wa-’l-tabi‘iyyat
- Al-Matālib al-‘Āliyyah min al- 'ilm al-ilahī
- Muḥaṣṣal Afkār al-Mutaqaddimīn wal-Muta'akhkhirīn
- Nihayat al ‘Uqul fi Dirayat al-Usul
- Risala al-Huduth
- Sharh al-Isharat
- Sharh Asma' Allah al-Husna
- Sharh Kulliyyat al-Qanun fi al-Tibb
- Sharh Nisf al-Wajiz li'l-Ghazali
- Sharh Uyun al-Hikmah
- Kitāb al-Arba'īn Fī Uṣūl al-Dīn'